# زهراء أمير إبراهيمي
زهراء أمير إبراهيمي (بالفارسية: زهرا اميرابراهيمی) (1981) مصورة وممثلة تلفزيونية وصانعة أفلام قصيرة إيرانية، حظيت بشهرة عالمية لأدائها دور صحفية في فيلم الجريمة والإثارة عنكبوت مقدس عام 2022، والتي فازت عنه بجائزة أفضل ممثلة في مهرجان كان السينمائي عام 2022 وجائزة روبرت لأفضل ممثلة، هي أيضًا منتجة ومقدمة في هيئة الإذاعة البريطانية وتشرف على برنامج ثقافي للنسخة الفارسية من قناة بي بي سي العالمية، اختيرت ضمن قائمة بي بي سي 100 امرأة كواحدة من النساء الملهمات والمؤثرات في العالم لهذا العام في 2022.

## النشأة
درست المسرح في طهران، وبدأت حياتها المهنية في صنع الأفلام قصيرة. قدمت أول فيلم لها عندما كانت في الثامنة عشرة من عمرها. أصبح صيتها ذائعًا جدًا بعد فترة وجيزة من عملها الأول في التلفزيون الإيراني العام. وكانت معروفة جيدًا في إيران بعد أدائها الشهير في المسلسل الإيراني نرجس. تعد زهراء أيضًا مصورةً محترفة، حيث يركز عملها على الموضوعات والقضايا الاجتماعية. تعيش الآن خارج بلدها بسبب العديد من المشاكل التي واجهتها في إيران.

## فيلموغرافيا مُختارة
- شيرين 2008 للمخرج عباس كيارستمي
- نرجس 2006 للمخرج سيروس مقدم
- طهران المحرمات 2017 للمخرج علي سوزانده
- عنكبوت مقدس (2022)

## روابط خارجية
- زهراء أمير إبراهيمي على موقع IMDb (الإنجليزية)
- زهراء أمير إبراهيمي على موقع ألو سيني (الفرنسية)
- زهراء أمير إبراهيمي على موقع قاعدة بيانات الفيلم (الإنجليزية)
- زهراء أمير إبراهيمي على موقع كينوبويسك (الروسية)